# Ruslán Sharifulin
Ruslán Rafailievich Sharifulin –en ruso, Руслан Рафаилевич Шарифуллин– (Chusovói, 25 de agosto de 1985) es un deportista ruso que compitió en esquí acrobático. Ganó una medalla de bronce en el Campeonato Mundial de Esquí Acrobático de 2007, en la prueba de baches en paralelo.

## Medallero internacional
| Campeonato Mundial | Campeonato Mundial            | Campeonato Mundial | Campeonato Mundial |
| Año                | Lugar                         | Medalla            | Competición        |
| ------------------ | ----------------------------- | ------------------ | ------------------ |
| 2007               | Madonna di Campiglio (Italia) | Medalla de bronce  | Baches en paralelo |